# Ramón Masnou Boixeda
Ramón Masnou Boixeda (* 3. September 1907 in Santa Eugènia de Berga; † 9. Juni 2004 in Vic) war Bischof von Vic.

## Leben
Ramón Masnou Boixeda empfing am 21. März 1931 die Priesterweihe.
Pius XII. ernannte ihn am 15. August 1952 zum Weihbischof in Vic und Titularbischof von Caeciri. Der Bischof von San Sebastián, Jaime Font y Andreu, weihte ihn am 23. November desselben Jahres zum Bischof; Mitkonsekratoren waren Vicente Enrique y Tarancón, Bischof von Solsona, und José Pont y Gol, Bischof von Segorbe.
Der Papst ernannte ihn am 2. Dezember 1955 zum Bischof von Vic. Er nahm an allen Sitzungsperioden des Zweiten Vatikanischen Konzils teil. Am 20. Juni 1983 nahm Johannes Paul II. seinen altersbedingten Rücktritt an.